# Adonis coerulea
Adonis coerulea är en ranunkelväxtart som beskrevs av Carl Maximowicz. Adonis coerulea ingår i släktet adonisar, och familjen ranunkelväxter. Inga underarter finns listade i Catalogue of Life.